# Yashodharman

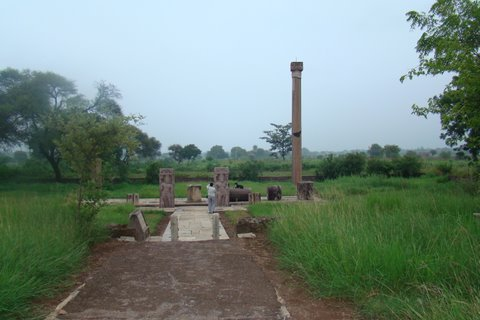
De zuilen van Sondani, die Yashodharman liet oprichten ter ere van zijn overwinning op de Hunnen.

Yashodharman (±500 - ±540) was een vroeg-middeleeuwse radja van Malwa, die in 528 de Witte Hunnen versloeg. Hiermee kwam een einde aan de opmars van de Hunnen (in Indiase bronnen "Huna's" genoemd) en hun koning Mihirakula door het Guptarijk in het noorden van India. Over Yashodharman is verder niets met zekerheid bekend, maar duidelijk is dat hij zich niet opstelde als ondergeschikte van de Guptakeizer.
De inval van de Witte Hunnen in het noorden van India in 510 betekende het einde van meer dan twee eeuwen van vrede en stabiliteit, die de Gupta's gebracht hadden. Alle contemporaine bronnen zijn eensgezind over de wreedheid en meedogenloosheid die de Hunnen bij hun plundertochten door het noorden van India tentoonspreidden. De Hunse leider, Mihirakula, vestigde zijn hof in Sakala (Sialkot) in de Punjab. Van daaruit heerste hij over een rijk dat zich uitstrekte over Centraal-Azië en het noordwesten van India. Hoewel er geen bronnen bewaard zijn die de situatie van Indiase kant beschrijven, lijkt het erop dat het Guptarijk zodanig verzwakt was dat het geen noemenswaardig verzet kon bieden. De keizer, waarschijnlijk Narasimhagupta, wist pas nadat Yashodharman de Hunnen uit Malwa verdreef ook een militair succes te boeken. Mihirakula trok zich terug in Kasjmir, waar hij stierf.
De door Yashodharman achtergelaten inscripties in twee zuilen in Sondani, in het Mandsaur District, vormen het enige bewijs dat hij een historisch persoon is. De tekst beweert dat Yashodharman over een gebied regeerde dat de omvang van zowel het Guptarijk als dat van de Witte Hunnen overtrof. Hoewel dit niet anders dan grootspraak kan zijn, wordt aangenomen dat hij na het verdrijven van de Hunnen een aanzienlijk gebied in het noorden van India beheerste.
Over de afkomst van Yashodharman is niets bekend, maar mogelijk was hij afkomstig uit de destijds in Malwa heersende Aulikaradynastie. Deze dynastie leverde in de 5e eeuw de plaatselijke vazallen van de Guptakeizers. Over de verhouding tussen Yashodharman en Narasimhagupta is eveneens niets bekend, maar zijn zelfstandig optreden wordt gezien als tekenend voor het ineenstorten van het centrale gezag in het Guptarijk. Ten slotte is ook niet bekend hoe Yashodharman aan zijn einde kwam. Duidelijk is wel dat hij geen erfgenamen achterliet en zijn rijk na zijn dood direct uiteen viel. Dit bracht geen herstel voor het gezag van de Gupta's: de laatste Gupta-inscripties dateren van rond 545 - waarschijnlijk kwam ook de keizerlijke dynastie rond dat jaar ten einde.